# Ragheed Ganni
Ragheed Aziz Ganni, född 20 januari 1972 i Mosul, Irak, död 3 juni 2007 i Mosul, var en katolsk präst inom den kaldeiska riten, som varit verksam i Sverige och blev mördad i Irak.
Ganni ordinerades till präst i Rom i oktober 2001. Han hade studerat i Rom mellan 1996 och 2003, varefter han kom till Sverige och tjänstgjorde i den kaldeiska kyrkan, huvudsakligen i Johanneskyrkans församling i Södertälje. År 2003, efter Saddam Husseins fall, återvände han till Irak. 

## Döden
Efter att ha firat mässan på söndagskvällen den 3 juni 2007 var Ganni och tre diakoner på väg hem för att äta middag; fyra män stannade bilen, slängde ut en hustru till en av diakonerna, som var med i bilen och sköt sen de fyra personerna, vilka avled omgående.  
Påven uttryckte sina tankar kring händelsen:
| ”                              | Jag ber för att dessa fyra martyrer som har offrat sitt liv för att vittna om evangeliet, ska fylla alla kvinnors och mäns hjärtan med god vilja, och en stark önskan, att fördöma våldets och hatets väg, att förtrycka det onda med det goda, och arbeta mot en nära försoning, rättvisa och fred i Irak | „ |
| – Benedictus XVI[källa behövs] | |   |

## Efter hans död
Bland kaldéer i Sverige väckte dådet stor sorg: 500 deltagare samlades till hans minnesmässa som hölls av Anders Arborelius och webbplatser samt Facebookgrupper har startats till hans minne.  